# Liste von Persönlichkeiten der Stadt Lissabon
Die folgende Liste führt in Lissabon geborene Persönlichkeiten auf. Zugezogene Persönlichkeiten Lissabons werden dahinter zusätzlich aufgeführt. Die Liste erhebt keinen Anspruch auf Vollständigkeit.

## In Lissabon geborene Persönlichkeiten

### Bis 1600
- Antonius von Padua (1195–1231), Franziskaner, Theologe und Prediger
- Papst Johannes XXI. (1205–1277), Oberhaupt der römisch-katholischen Kirche vom 8. September 1276 bis 20. Mai 1277
- Dionysius (1261–1325), König von Portugal
- Johann I. (1357–1433), König von Portugal
- Afonso Domingues († 1402), Baumeister der Gotik
- Duarte de Meneses (1414–1464), Offizier und zweimaliger Gouverneur von Ceuta
- Johann Manuel von Portugal und Vilhena (1416–1476), Bischof von Ceuta und Guarda
- Jaime de Portugal (1433–1459), Kardinal und Erzbischof von Lissabon
- Isaak Abrabanel (1437–1508), Politiker und Finanzier
- Francisco de Almeida (1450–1510), Seefahrer und Militär, erster Gouverneur Portugiesisch-Indiens
- Johann II. (1455–1495), König von Portugal
- Jehuda ben Isaak Abravanel (1460–1521), jüdischer Arzt, Dichter und Philosoph
- Tristão da Cunha (1460–1540), Admiral
- Tomé Pires (1468–1540), Apotheker, Pharmakologe, Diplomat und Schriftsteller
- Duarte Pacheco Pereira (1469–1533), Seefahrer, Astronom und Geograph
- Henrique Caiado (um 1470–um 1509), Hochschullehrer, Gelehrter und Dichter der portugiesischen Frührenaissance
- Alfons, Infant von Portugal (1475–1491), historisch tragischer Thronfolger
- Garcia de Noronha (1480–1540), Adliger, Vizekönig Portugiesisch-Indiens
- Fernão Lopes (1480–1545), Soldat, erster Bewohner der Insel St. Helena
- Francisco de Mello (1490–1536), Mathematiker, Theologe und Lehrer
- João de Castro (1500–1548), Feldherr und Seefahrer
- Salomon Molcho (1500–1532), kabbalistischer Prediger und Sektenführer
- Heliodoro de Paiva (1502–1552), Komponist, Philosoph und Theologe
- Johann III. (1502–1557), König von Portugal
- Jorge Reinel (1502–1572), Kartograf
- Jerónimo Osório (1506–1580), Theologe, Historiker, Dichter und Humanist
- Heinrich I. (1512–1580), König von Portugal
- Bartolomeu Fernandes dos Mártires (1514–1590), Geistlicher
- Jorge Ferreira de Vasconcellos (1515–1585), Dramatiker und Romancier
- Francisco de Holanda (1517–1585), Maler, Architekt, Antiquar, Historiker und Kunsttheoretiker
- Luís de Almeida (1525–1597), Chirurg, Kaufmann und Missionar in Japan
- António Ferreira (1528–1569), Dichter und Dramatiker
- Thomas de Jesus (1529–1582), Gelehrter und geistlicher Schriftsteller sowie Mystiker
- António von Crato (1531–1595), Mitglied des portugiesischen Königshauses Avis
- Luís Fróis (1532–1597), Missionar
- Jorge de Ataide (1535–1611), Adliger, römisch-katholischer Geistlicher, Kronrat, Beinahe-Thronfolger und Generalinquisitor von Portugal
- Maria von Portugal (1538–1577), Erbprinzessin von Parma und Piacenza
- Diogo de Couto (1542–1616), Historiker
- Manuel Mendes (1547–1605), Komponist der Renaissance, wichtiger Vertreter der Portugiesischen Polyphonie
- Rodrigo de Castro (1550–1627), portugiesischer Arzt und Autor, starb in Hamburg
- Sebastian (1554–1578), König von Portugal
- Abraham Aboab (um 1560–1642), Marrane, Philanthrop und Rabbiner
- Filipe de Brito e Nicote (1566–1613), Händler und Militär, als Nga Zinkar König von Siriam, einem Königreich in Birma
- Diogo Correia Valente (1567–1633), Jesuitenmissionar
- Johannes Bermudes († 1570), Militärarzt, vorgeblicher Patriarch von Äthiopien
- Zacutus Lusitanus (1575–1642), Arzt und Medizinhistoriker
- Maria Nunes (1575–?), Person des Judentums in Amsterdam
- Abraham Senior Teixeira (1581–1666), portugiesisch-jüdischer Bankier in Hamburg
- Diogo de Paiva de Andrade der Jüngere (1586–1660), Dichter und Dramatiker
- Apollinaris de Almeida (1587–1638), Jesuitengeistlicher und Märtyrer
- João da Rocha (* um 1587; † 1639), Titularbischof von Hierapolis in Phrygia
- Pedro Teixeira († 1650), Weltreisender und Autor

### 17. Jahrhundert
- Violante do Céu (1601–1693), Nonne, bedeutende Lyrikerin des Barock
- Francisco Manuel de Melo (1608–1666), Schriftsteller
- António Vieira (1608–1697), Theologe, Jesuit und Missionar
- António Barbosa Bacelar (1610–1663), Jurist, Lyriker, Schriftsteller und Historiker
- Moses Gideon Abudiente (1610–1688), Rabbiner und Autor
- Veríssimo de Lencastre (1615–1692), Geistlicher
- Alfons VI. (1643–1683), König von Portugal
- Johannes de Britto (1647–1693), Jesuit, Missionar und Märtyrer
- Peter II. (1648–1706), König von Portugal
- António de Albuquerque Coelho de Carvalho (1655–1725), Kolonialverwalter
- Sóror Maria do Céu (1658–1753), Nonne, Lyrikerin und Theaterautorin des Barock
- Luís da Cunha (1662–1749), Diplomat unter König Johann V.
- Nuno da Cunha e Ataíde (1664–1750), Kardinal
- Elisabeth Luisa von Portugal (1669–1690), portugiesische Prinzessin
- Manuel Correia de Lacerda (1679–1751), Gouverneur der Kolonie Portugiesisch-Timor
- Bernardo Gomes de Brito (1688–1759 oder 1760), Publizist
- Johann V. (1689–1750), König von Portugal
- Emanuel Silva-Tarouca (1691–1771), Hofbaudirektor
- Sebastião José de Carvalho e Melo (1699–1782), Erster Minister Portugals

### 18. Jahrhundert
- Francisco Xavier de Oliveira (1702–1783), Schriftsteller und Denker der Aufklärung
- António Teixeira (1707–1776), Komponist
- José de Mascarenhas da Silva e Lencastre, Herzog von Aveiro (1708–1759), hingerichteter Adliger
- Maria Barbara de Bragança (1711–1758), Infantin von Portugal und Königin von Spanien
- Fernando de Sousa e Silva (1712–1786), Kardinal
- Félix da Rocha (1713–1781), Jesuit und Astronom
- Luís António Verney (1713–1792), Aufklärer, Theologe, Philosoph und Autor
- Pedro Avondano (1714–1782), Violinist und Komponist
- Joseph I. (1714–1777), König von Portugal
- João de Loureiro (1717–1791), Missionar und Botaniker
- Francisco de Saldanha da Gama (1723–1776), Kardinal und Patriarch
- Pedro António Correia Garção (1724–1772), bedeutender neoklassizistischer Dichter
- Domingos dos Reis Quita (1728–1770), Lyriker
- António Dinis da Cruz e Silva (1731–1799), Lyriker und Jurist
- Pina Manique (1733–1805), Polizeipräfekt und Reichskanzler von Portugal
- Manuel do Nascimento (1734–1819), Lyriker, Ordensmann und Übersetzer
- Nicolau Tolentino de Almeida (1740–1811), Jurist und Lyriker, bedeutender Satiriker
- José Anastácio da Cunha (1744–1787), Mathematiker und Lyriker
- Maria Francisca Benedita von Portugal (1746–1829), Infantin von Portugal und von Brasilien sowie Prinzessin von Beira
- António Botelho Homem Bernardes Pessoa (1749–1810), adliger Militär, Gouverneur von Portugiesisch-Timor
- Alcipe (1750–1839), adlige Lyrikerin und Übersetzerin
- André da Silva Gomes (1752–1844), Komponist
- Fernando José de Portugal e Castro (1752–1817), vorletzter Vizekönig von Brasilien und Erster Minister des unabhängigen Kaiserreichs Brasilien
- Joseph von Braganza (1761–1788), portugiesischer Thronfolger (Infant)
- Marcos António Portugal (1762–1830), Komponist von Opern und Kirchenmusik
- Johann VI. (1767–1826), König von Portugal
- Domingos de Sequeira (1768–1837), Maler
- Francisco Solano Constâncio (1777–1846), Lexikograph, Grammatiker, Übersetzer, Romanist, Lusitanist und Diplomat
- António de Saldanha da Gama (1778–1839), Diplomat und Kolonialverwalter, Aristokrat und Freimaurer
- Karl Robert von Nesselrode (1780–1862), russischer Diplomat, Außenminister und Kanzler
- José da Gama Carneiro e Sousa (1788–1849), Militär und Politiker
- José Jorge Loureiro (1791–1860), Militär und Politiker
- James Ellsworth De Kay (1792–1851), Zoologe
- António José de Sousa Manoel de Menezes Severim de Noronha (1792–1860), Staatsmann und General
- Julião José da Silva Vieira (1793–1855), Militär und Kolonialverwalter
- Antônio Paulino Limpo de Abreu (1798–1883), mehrfacher Erster Minister und Außenminister des Kaiserreichs Brasilien

### 19. Jahrhundert

#### 1801 bis 1850
- Isabella Maria von Portugal (1801–1876), Infantin
- Michael (1802–1866), König von Portugal
- Nuno José Severo de Mendonça Rolim de Moura Barreto (1804–1875), Politiker
- José Rodrigues Coelho do Amaral (1808–1873), Kolonialadministrator und Politiker
- Inocêncio Francisco da Silva (1810–1876), Literaturwissenschaftler
- Alexandre Herculano (1810–1877), Gelehrter, Historiker, Schriftsteller, Erzähler, Politiker, Herausgeber, Dichter, und Romancier
- Duarte Leão Cabreira (1811–1881), Militär, Gouverneur von Portugiesisch-Timor
- João Crisóstomo de Abreu e Sousa (1811–1895), Ministerpräsident Portugals
- George Edward Grey (1812–1898), Soldat, Entdecker, Schriftsteller, Gouverneur und 11. Premierminister Neuseelands
- Carlos Ribeiro (1813–1882), Geologe, Militär und Politiker
- Tomás da Anunciação (1818–1879), Maler
- António Maria de Fontes Pereira de Melo (1819–1887), Politiker und Staatsmann
- Maria Severa (1820–1846), Fado-Sängerin
- José António Marques (1822–1884), Armeearzt
- Luís Augusto Rebelo da Silva (1822–1871), Journalist, Historiker, Romancier und Politiker
- Augusto Carlos Teixeira de Aragão (1823–1903), General, Militärarzt, Antiquar und Historiker, bedeutender Numismatiker
- Caetano Alexandre de Almeida e Albuquerque (1824–1916), Militär und Kolonialadministrator
- Camilo Castelo Branco (1825–1890), Schriftsteller, Romancier, Kritiker, Poet und Übersetzer
- Francisco Augusto Metrass (1825–1861), Maler der Romantik
- Joaquim José da Graça (1825–1889), Militär und Kolonialverwalter
- Francisco Júlio de Caldas Aulete (1826–1878), Lexikograph, Politiker, Didaktiker, Romanist und Lusitanist
- Miguel Ângelo Lupi (1826–1883), Maler
- Francisco Teixeira da Silva (1826–1894), Gouverneur
- Alfredo Possolo Hogan (1830–1865), Schriftsteller
- Hugo Goodair de Lacerda Castelo Branco (1836–?), Offizier und Kolonialverwalter
- José Maria Nepomuceno (1836–1895), Architekt
- Peter V. (1837–1861), König von Portugal
- Ludwig I. (1838–1889), König von Portugal
- Maximiano Augusto Herrmann (1838–1913), portugiesischer Telegraph und Erfinder
- Alfredo d’Andrade (1839–1915), portugiesisch-italienischer Architekturhistoriker und Denkmalpfleger
- Aniceto dos Reis Gonçalves Viana (1840–1914), Romanist, Lusitanist, Phonetiker und Lexikograf
- Francisco António da Veiga Beirão (1841–1916), Politiker
- Manuel Joaquim Pinheiro Chagas (1842–1895), Gelehrter, Dichter, Dramatiker, Romancier, Publizist, Journalist, Übersetzer und Politiker
- Johann Maria von Portugal (1842–1861), Adeliger
- Maria Anna von Portugal (1843–1884), Infantin von Portugal
- Francisco Joaquim Ferreira do Amaral (1843–1923), Militär und Politiker, 1908 Regierungschef
- Guiomar Torrezão (1844–1898), Schriftstellerin und Frauenrechtlerin
- Joaquim Pedro de Oliveira Martins (1845–1894), Schriftsteller, Historiker, Herausgeber, Politiker und Denker
- Antonia Maria von Portugal (1845–1913), Infantin von Portugal
- Augusto Machado (1845–1924), Komponist, Dozent und Theaterdirektor
- António Gomes Leal (1848–1921), Lyriker und Journalist
- José Luís Monteiro (1848–1942), Architekt
- Ernesto Vieira (1848–1915), Musikschriftsteller und Klavierpädagoge
- Alfredo Keil (1850–1907), Komponist und Maler

#### 1851 bis 1900
- Rafael Jácome de Andrade (1851–1900), Offizier und Kolonialverwalter
- Maria das Neves von Portugal (1852–1941), Infantin von Portugal
- Wenceslau de Moraes (1854–1929), Marineoffizier, Diplomat und Autor, insbesondere zu Japan
- Cesário Verde (1855–1886), Dichter
- Henrique Lopes de Mendonça (1856–1931), Marineoffizier, Lyriker und Dramatiker, Texter der Nationalhymne Portugals
- Eduardo António Prieto Valadim (1856–1890), Militär
- Columbano Bordalo Pinheiro (1857–1929), Maler
- Francisco d’Andrade (1859–1921), Opernsänger
- Carlos Lobo de Ávila (1860–1895), Aristokrat, Politiker, Journalist und Autor
- Henrique Mitchell de Paiva Couceiro (1861–1944), Militär, Kolonialverwalter und Politiker
- João do Canto e Castro (1862–1934), Admiral und Politiker
- Manuel de Oliveira Gomes da Costa (1863–1929), General, Politiker und Ministerpräsident
- Karl I. (1863–1908), König von Portugal
- Alfredo de Sá Cardoso (1864–1950), Militär und Politiker
- Alfons Heinrich von Portugal (1865–1920), Vizekönig von Portugiesisch-Indien
- Augusto de Vasconcelos (1867–1951), Arzt, Diplomat und Politiker
- Gago Coutinho (1869–1959), Offizier
- António Óscar de Fragoso Carmona (1869–1951), Präsident Portugals
- Artur Ivens Ferraz (1870–1933), General, Politiker und Ministerpräsident
- Maria da Cunha (1872–1917), Journalistin und Dichterin
- António Maria da Silva (1872–1950), Politiker, mehrmaliger Regierungschef
- Maria O’Neill (1873–1932), Autorin, Journalistin, Feministin, Theosophin und Spiritistin
- Chaby Pinheiro (1873–1933), Schauspieler
- Domingos da Costa Oliveira (1873–1957), Militär und Politiker
- Sime Seruya (1876–1955), portugiesische Schauspielerin und engagierte Suffragette in London
- Luiza Andaluz (1877–1973), katholische Ordensgründerin
- Maria Cândida Parreira (1877–1942), Juristin, Autorin und Politikerin
- Walther Katzenstein (1878–1929), deutscher Ruderer
- Edgar Katzenstein (1879–1953), deutscher Ruderer
- Raul Lino (1879–1974), Architekt
- Branca de Gonta Colaço (1880–1945), portugiesische Dichterin, Dramatikerin und Frauenrechtlerin
- Eduardo Viana (1881–1967), Maler
- Ewald Graf von Kleist-Wendisch Tychow (1882–1953), Jurist
- Arsénio José Filipe (* 1885), Bauzeichner, politischer Aktivist und Anarchosyndikalist
- Cosme Damião (1885–1947), Fußballspieler, Hauptgründer des Vereins Benfica Lissabon
- Mário de Noronha (1885–1973), Fechter
- Veva de Lima (1886–1963), Schriftstellerin, Socialite und Exzentrikerin
- Raul Leal (1886–1964), Rechtsanwalt und Okkultist, homosexueller Schriftsteller
- António Silva (1886–1971), Schauspieler
- Ludwig Philipp von Portugal (1887–1908), Kronprinz von Portugal
- Carlos Rebelo de Andrade (1887–1971), Architekt
- Afonso Botelho (1887–1968), General
- Rui Mayer (1888–1959), olympischer Fechter
- Fernando Pessoa (1888–1935), Dichter, Schriftsteller, Angestellter und Geisteswissenschaftler
- Mily Possoz (1888–1968), belgisch-portugiesische moderne Malerin
- Manuel II. (1889–1932), König von Portugal
- Santa Rita Pintor (1889–1918), Maler
- Luís de Freitas Branco (1890–1955), Komponist und Musikwissenschaftler
- Alice Rey Colaço (1890–1978), Malerin und Illustratorin der Moderne, Sängerin, Bühnen- und Kostümbildnerin
- Raul Ferrão (1890–1953), Komponist
- Hanns Richter-Meinhold (1890–1981), deutscher Ingenieur, Montanwissenschaftler und Hochschullehrer
- Mário de Sá-Carneiro (1890–1916), Dichter und Schriftsteller
- Armandinho (1891–1946), Fadogitarrist und Komponist
- Alfredo Guisado (1891–1975), Lyriker, Journalist und Politiker
- Alfredo Marceneiro (1891–1982), Sänger
- Duarte Monteverde Abecasis (1892–1966), Ingenieur
- Augusto Ferreira Gomes (1892–1953), Lyriker und Journalist
- João Sassetti (1892–1946), Fechter
- Francisco Craveiro Lopes (1894–1964), General und portugiesischer Staatspräsident
- Américo Tomás (1894–1987), Staatspräsident
- Arthur Duarte (1895–1982), Schauspieler und Filmregisseur
- António Ferro (1895–1956), Journalist, Verleger, Kritiker und Politiker
- José Leitão de Barros (1896–1967), Regisseur
- Domingos de Sousa Coutinho (1896–1984), olympischer Springreiter
- Cassiano Branco (1897–1970), Architekt
- Vasco Regaleira (1897–1968), Architekt
- José Ângelo Cottinelli Telmo (1897–1948), Architekt und Filmregisseur
- Leopoldo de Almeida (1898–1975), Bildhauer und Hochschullehrer
- Clementina Carneiro de Moura (1898–1992), Malerin
- Chianca de Garcia (1898–1983), Filmregisseur
- Alves dos Reis (1898–1955), Betrüger
- Vasco Santana (1898–1958), Schauspieler
- Sarah Afonso (1899–1983), Malerin
- Carlos Botelho (1899–1982), Maler
- Alphonse de Burnay (1899–1971), Autorennfahrer
- Julieta Ferrão (1899–1974), Kunsthistorikerin und Schriftstellerin

### 20. Jahrhundert

#### 1901 bis 1910
- Paulo d’Eça Leal (1901–1977), Fechter
- José Rodrigues Miguéis (1901–1980), luso-amerikanischer Schriftsteller
- António Sousa da Câmara (1901–1971), Agrarwissenschaftler
- Maria Isabel Aboim Inglês (1902–1953),  Feministin, Aktivistin gegen die portugiesische Diktatur und Hochschullehrerin
- Augusto Macedo (1902–1997), Taxifahrer
- Ofélia Marques (1902–1952), Malerin, Karikaturistin und Illustratorin
- Ana de Gonta Colaço (1903–1954), Künstlerin und Frauenrechtlerin
- Plácido António Cunha de Abreu (1903–1934), Kunstflieger
- Elina Guimarães (1904–1991), Schriftstellerin, Juristin und Frauenrechtlerin
- José Beltrão (1905–1948), Springreiter
- Marcelo Caetano (1906–1980), Politiker und Jurist
- António Gedeão (1906–1997), Schriftsteller und Wissenschaftler
- Manuel Mendes (1906–1969), Schriftsteller
- Maria Pia de Saxe-Coburgo e Bragança (1907–1995), Schriftstellerin und Thronprätendentin
- Carlos Ramos (1907–1969), Fadosänger
- Carlos Queiroz Ribeiro (1907–1949), Lyriker
- Hermínia Silva (1907–1993), Schauspielerin und Sängerin
- Carlos Silva Freire (1907–1961), General
- Fernando Paes (1907–1972), olympischer Reiter
- Cesina Bermudes (1908–2001), Ärztin und Feministin
- Paulo Cunha (1908–1986), Rechtswissenschaftler und Politiker
- Jaime Silva Filho (1908–1970), Orchesterleiter, Dirigent, Pianist und Filmkomponist
- Joaquim Fiúza (1908–2010), Segelsportler
- Maria Adelaide de Lima Cruz (1908–1985), Malerin, Illustratorin, Bühnen- und Kostümbildnerin
- António Lopes Ribeiro (1908–1995), Filmregisseur und -produzent
- Joaquim Paço d’Arcos (1908–1979), Schriftsteller
- Manuela Porto (1908–1950), Schauspielerin, Schriftstellerin, Journalistin, Theaterkritikerin, Dichterin und Übersetzerin
- Maria Helena Vieira da Silva (1908–1992), Malerin
- António Gonçalves Lobato (1909–1935), Luftfahrtpionier und Unteroffizier
- Adolfo Simões Müller (1909–1989), deutschstämmiger Journalist, Schriftsteller und Kulturfunktionär
- Hermano Patrone (1909–1999), Schwimmer, Wasserballspieler und Schwimmtrainer
- Jorge Brum do Canto (1910–1994), Filmregisseur
- Augusto Fraga (1910–2000), Regisseur, Schauspieler, Drehbuchautor und Filmkritiker
- Francisco Keil do Amaral (1910–1975), Architekt und Fotograf

#### 1911 bis 1920
- Ribeirinho (1911–1984), Schauspieler und Regisseur
- Orlando Ribeiro (1911–1997), Geograf und Historiker
- Pilar Ribeiro (1911–2011), Mathematikerin und Hochschullehrerin
- Maria Palmira Tito de Morais (1912–2003), Lehrerin für Krankenpflege, WHO-Mitarbeiterin, Feministin, pazifistische und antifaschistische Aktivistin
- António Vilar (1912–1995), Schauspieler
- João Villaret (1913–1961), Schauspieler
- Maria Barreira (1914–2010),  Bildhauerin, Keramikerin und Lehrerin, Oppositionelle in der Salazar–Diktatur
- José Nogueira Valente Pires (1914–2010), Generalgouverneur von Portugiesisch-Timor
- Mário Dionísio de Assis Monteiro (1916–1993), Schriftsteller und Maler
- António Pires (* 1916), Schriftsteller und Journalist, Angola-Spezialist
- Fernando Garcia (1917–2008), Filmregisseur und Filmkritiker
- Lidia Salgueiro (1917–2009), Physikerin und Hochschullehrerin
- Alberto Soeiro (* 1917), Architekt
- Anselmo Fernandez (1918–2000), Architekt und Fußballtrainer
- Duncan Lamont (1918–1978), Schauspieler
- Vitorino Magalhães Godinho (1918–2011), Historiker
- Maria Teresa de Noronha (1918–1993), Fadosängerin
- Ruy Furtado (1919–1991), Schauspieler
- Jorge Jardim (1919–1982), Agrarwissenschaftler, Geschäftsmann, Politiker und Geheimdienstagent
- Jorge de Sena (1919–1978), Schriftsteller, Literaturwissenschaftler und Übersetzer
- Jacinto do Prado Coelho (1920–1984), Literaturwissenschaftler, Romanist und Lusitanist
- Ruben Alfredo Andresen Leitão (1920–1975), Historiker und Schriftsteller
- João Rebelo (1920–1975), Radrennfahrer
- Sidónio Muralha (1920–1982), neorealistischer Lyriker, Kinderbuchautor und Antifaschist
- Amália Rodrigues (1920–1999), Fado-Sängerin
- Francisco Castro Rodrigues (1920–2015), Architekt

#### 1921 bis 1930
- Ester de Abreu (1921–1997), Sängerin
- Laura Alves (1921–1986), Schauspielerin
- Maria Judite de Carvalho (1921–1998), Schriftstellerin
- Matilde Rosa Araújo (1921–2010), Schriftstellerin, Kinder- und Jugendbuchautorin
- Nuno Craveiro Lopes (1921–1972), Architekt
- Vasco Gonçalves (1921–2005), General und Politiker
- Manuel Franco da Costa de Oliveira Falcão (1922–2012), Bischof
- Gonçalo Ribeiro Telles (1922–2020), Politiker und Landschaftsarchitekt
- Nuno Teotónio Pereira (1922–2016), Architekt
- Mariana Rey Monteiro (1922–2010), Schauspielerin
- Manuel Tainha (1922–2012), Architekt
- José Travassos (1922–2002), Fußballspieler
- Mário Cesariny (1923–2006), Maler und Lyriker
- Lagoa Henriques (1923–2009), Bildhauer
- Mário-Henrique Leiria (1923–1980), Schriftsteller und Maler
- Alfredo Nobre da Costa (1923–1996), Politiker, 1978 Premierminister
- Urbano Tavares Rodrigues (1923–2013), Schriftsteller und bekannter Intellektueller
- Bárbara Virgínia (1923–2015), Schauspielerin, Radiosprecherin und Filmregisseurin
- Alice Jorge (1924–2008), Malerin, Graveurin und Keramikerin
- Alexandre O’Neill (1924–1986), Lyriker und Liedtexter
- Francisco Antunes Santana (1924–1982), Bischof
- Argentina Santos (1924–2019), Fado-Sängerin
- Joly Braga Santos (1924–1988), Komponist und Dirigent
- Mário Soares (1924–2017), Politiker
- Odette Ferreira (1925–2018), Mikrobiologin, bedeutende HIV-Forscherin
- Pancho Guedes (1925–2015), Architekt, Bildhauer und Maler
- Nuno Oliveira (1925–1989), Reitmeister und Autor
- Fernando Lemos (1926–2019), portugiesisch-brasilianischer Maler, Grafikdesigner und Bildhauer
- Menez (1926–1995), Malerin
- Milú (1926–2008), Schauspielerin und Sängerin
- Luís de Sttau Monteiro (1926–1993), Schriftsteller, Dramatiker, Journalist und Übersetzer
- Júlio Pomar (1926–2018), Maler
- Ruy de Carvalho (* 1927), Schauspieler
- Maria Eugénia (1927–2016), Schauspielerin
- Francisco Gentil Martins (1927–1988), Mediziner
- David Mourão-Ferreira (1927–1996), Schriftsteller
- João Abel Manta (* 1928), Karikaturist, Maler, Keramikkünstler, Graphiker und Architekt
- João de Almeida (1928–2020), Architekt
- Jorge Sousa Costa (1928–2021), Schauspieler
- Antonio Maria Lisboa (1928–1953), surrealistischer Lyriker
- Dália Sammer (1928–2022), Turnerin
- Júlio Moreira (1929–2024), Schriftsteller
- Raul Solnado (1929–2009), Komiker
- Joaquim Durão (1930–2015), Schachspieler und -funktionär

#### 1931 bis 1940
- Fernando Lima Bello (1931–2021), Segler und Sportfunktionär
- Nico Castel (1931–2015), US-amerikanischer Opernsänger
- Isabel de Castro (1931–2005), Schauspielerin
- Raúl Hestnes Ferreira (1931–2018), Architekt
- Maria Gabriela Llansol (1931–2008), Schriftstellerin und Übersetzerin
- António de Macedo (1931–2017), Regisseur und Autor
- João Manuel Serra (1931–2010), als Stadtoriginal von Lissabon bekannt geworden
- Pedro Ramos de Almeida (1932–2012), Schriftsteller und Politiker
- Arthur Dunkel (1932–2005), Ökonom
- Rosa Lobato Faria (1932–2010), Schriftstellerin, Schauspielerin und Liedertexterin
- Manuel de Seabra (1932–2017), Schriftsteller und Übersetzer
- Celeste Caeiro (1933–2024), Kellnerin, Friedensaktivistin und Zeitzeugin
- Cristovam Pavia (1933–1968), Dichter und Germanist
- Armando Baptista-Bastos (1934–2017), Journalist und Schriftsteller
- Pedro Tamen (1934–2021), Lyriker und Übersetzer
- Cris Huerta (1935–2004), Schauspieler
- Paula Rego (1935–2022), Malerin
- Leonardo Charles Zaffiri Duarte Mathias (1936–2020), Diplomat
- Alberto Seixas Santos (1936–2016), Filmregisseur
- Maria Gabriel (* 1937), Künstlerin, Malerin und Grafikerin
- Artur Portela Filho (1937–2020), Journalist und Schriftsteller
- Maria Teresa Horta (1937–2025), Feministin, Schriftstellerin, Journalistin, Drehbuchautorin und Dramatikerin
- Carlos Martins Pereira (1937–2013), Maler, Schriftsteller, Illustrator und Übersetzer
- Francisco Pinto Balsemão (* 1937), Journalist, Geschäftsmann und Politiker
- João Cutileiro (1937–2021), Bildhauer
- Ary dos Santos (1937–1984), Dichter, Liedtexter und Rezitator
- Manuel Costa e Silva (1938–1999), Kameramann und Regisseur
- José Duarte (1938–2023), Jazz-Veranstalter, Autor und Moderator
- Fiama Hasse Pais Brandão (1938–2007), Schriftstellerin und Germanistin
- Simone de Oliveira (* 1938), Sängerin und Schauspielerin
- Maria Isabel Barreno (1939–2016), Schriftstellerin
- Carlos do Carmo (1939–2021), Fado-Sänger
- Luíza Neto Jorge (1939–1989), Lyrikerin und Übersetzerin
- Francisco Lemos (* 1939), Badmintonspieler
- Jorge Sampaio (1939–2021), Politiker
- Karl-Heinz Uthemann (* 1939), deutscher Theologe
- António Victorino de Almeida (* 1940), Komponist, Dirigent, Pianist und Autor
- Michael Breisky (* 1940), Diplomat
- Rão Kyao (* 1940), Musiker, Komponist und Sänger
- Manuela Ferreira Leite (* 1940), Wirtschaftswissenschaftlerin und Politikerin
- Mário Lino (* 1940), Politiker
- Yvette Centeno (* 1940), Schriftstellerin

#### 1941 bis 1950
- Maria Cabral (1941–2017), Schauspielerin
- Eduardo Guedes (1941–2000), Regisseur
- Emmanuel Nunes (1941–2012), Komponist
- Maria José Ritta (* 1941), Ehefrau des Staatspräsidenten Jorge Sampaio
- Ana Salazar (* 1941), Modedesignerin
- Lauro António (1942–2022), Regisseur
- Hanna Damásio (* 1942), Neurowissenschaftlerin und Hochschullehrerin in Kalifornien
- Jorge Gaspar (* 1942), Geograph
- António Lobo Antunes (* 1942), Schriftsteller
- Ernâni Lopes (1942–2010), Ökonom und Politiker
- Tomás Pedro Barbosa da Silva Nunes (1942–2010), Theologe
- João Aguiar (1943–2010), Schriftsteller
- Adelino Amaro da Costa (1943–1980), Ingenieur und Politiker, 1980 Verteidigungsminister
- Vítor Constâncio (* 1943), Ökonom und Politiker
- Maria do Céu Guerra (* 1943), Theater-, Film- und Fernsehschauspielerin und Theaterregisseurin
- Luis Rego (* 1943), französischer Schauspieler und Musiker
- Herlander Ribeiro (1943–2023), Schwimmsportler
- Eduardo Serra (* 1943), Kameramann und Filmregisseur
- José Barrias (1944–2020), Künstler
- Mário de Carvalho (* 1944), Schriftsteller und Drehbuchautor
- António Damásio (* 1944), Neurowissenschaftler
- Álvaro Gil-Robles (* 1944), Jurist und Menschenrechtsaktivist
- António Livramento (1944–1999), Rollhockeyspieler und -trainer
- Alberto Matos (1944–2021), Leichtathlet
- Maria João Pires (* 1944), Pianistin
- João Braga (* 1945), Fadosänger
- Luís Galvão Teles (* 1945), Regisseur und Jurist
- Eduardo Geada (* 1945), Filmkritiker und Filmregisseur
- Maria Guinot (1945–2018), Sängerin
- Fernando Jóse Fernandes Costa Mascarenhas, 11. Marquês de Fronteira (1945–2014), hoher Adliger, engagierter Demokrat während der Salazardiktatur
- João de Deus Pinheiro (* 1945), Politiker
- Simonetta Luz Afonso (* 1946), Museologin und Kulturmanagerin
- Teresa Gouveia (* 1946), Kulturfunktionärin und Politikerin, mehrmals Ministerin
- Maria José de Lancastre (1946–2019), Literaturwissenschaftlerin und Herausgeberin, verheiratet mit dem Schriftsteller Antonio Tabucchi
- Daniel Sampaio (* 1946), Psychiater, Familientherapeut, Hochschullehrer und Schriftsteller
- Mário Barroso (* 1947), Regisseur und Kameramann
- Paulo de Carvalho (* 1947), Sänger
- Teresa Lago (* 1947), Astronomin
- Vítor Damas (1947–2003), Fußballspieler
- José Nascimento (* 1947), Filmregisseur und Filmeditor
- Luís Filipe Rocha (* 1947), Regisseur und Schauspieler
- Jean-Michel Bismut (* 1948), Mathematiker
- Mariano Gago (1948–2015), Ingenieur und Politiker
- Rui Morisson (* 1948), Schauspieler und Radiomoderator und Sprecher
- Jorge Silva Melo (1948–2022), Regisseur, Schauspieler, Kritiker und Autor
- Julião Sarmento (1948–2021), Multimediakünstler und Maler
- Marcelo Rebelo de Sousa (* 1948), Politiker, Jurist, Hochschullehrer und Journalist
- António Reis (* 1948), Historiker, Politiker und Hochschullehrer
- Fernando Tordo (* 1948), Sänger
- Carlos Zingaro (* 1948), Musiker
- António Guterres (* 1949), Politiker, portugiesischer Premierminister und Generalsekretär der Vereinten Nationen
- António Mega Ferreira (1949–2022), Autor, Jurist, Journalist, Kommunikationswissenschaftler, Chef der Expo 98
- Francisco Manso (* 1949), Regisseur
- Eduardo Ferro Rodrigues (* 1949), Politiker
- João Soares (* 1949), Politiker, 1995–2002 Bürgermeister von Lissabon
- Luís Filipe Vieira (* 1949), Unternehmer und Präsident von Benfica Lissabon
- Ana Zanatti (* 1949), Schauspielerin, Moderatorin, Autorin und LGBT-Aktivistin
- Paulo Branco (* 1950), Filmproduzent und Schauspieler
- Pedro Caldeira Cabral (* 1950), Komponist und Musiker
- Mário Cardoso (* 1950), Schauspieler, Synchronsprecher und Synchronregisseur
- Irene Flunser Pimentel (* 1950), Historikerin
- Jorge Palma (* 1950), Liedermacher und Rockmusiker

#### 1951 bis 1960
- Francisco Nunes Correia (* 1951), Ingenieur und Politiker
- José Carlos de Oliveira (* 1951), Regisseur
- José Manuel Rodrigues (* 1951), portugiesisch-niederländischer Fotograf
- João Semedo (1951–2018), Arzt und linker Politiker
- António Tânger Corrêa (* 1952), Politiker und Diplomat
- Nuno Crato (* 1952), Mathematiker und Statistiker, Bildungs- und Wissenschaftsminister im Kabinett Passos Coelho
- Rita Azevedo Gomes (* 1952), Filmemacherin
- Ana Nobre de Gusmão (* 1952), Autorin
- António Sousa Lara (* 1952), Politiker, Hochschullehrer und Diplomat
- Fernando Ulrich (* 1952), deutschstämmiger portugiesischer Bankmanager
- Pedro Calapez (* 1953), Maler
- Virgílio Castelo (* 1953), Schauspieler
- José Ribeiro e Castro (* 1953), Jurist und Politiker
- Diogo Dória (* 1953), Schauspieler und Theaterregisseur
- António Bastos Lopes (* 1953), Fußballspieler
- Mário Pacheco (* 1953), Gitarrist der portugiesischen Gitarre, Betreiber eines Fadolokals
- Francisco Ribeiro Telles (* 1953), Diplomat
- Ricardo da Silva Passos (* 1953), Jurist
- Miguel Amaral (* 1954), Unternehmer und Automobilrennfahrer
- Ana Gomes (* 1954), Politikerin
- Herman José Von Krippahl (* 1954), Showstar und Komiker
- João Lagarto (* 1954), Schauspieler
- Jorge Paixão da Costa (* 1954), Regisseur
- Manuel Pinho (* 1954), Wirtschaftswissenschaftler und Politiker
- Fernando Santos (* 1954), Fußballtrainer
- Jorge Theriaga (* 1954), Dreiband-Billardspieler und Arzt
- Carlos Maria Trindade (* 1954), Musiker
- Miguel Esteves Cardoso (* 1955), Schriftsteller und Journalist
- Maria João Rodrigues (* 1955), Politikerin
- Ana Luísa Amaral (1956–2022), Poetin, Literaturwissenschaftlerin und Übersetzerin
- Suzana Borges (* 1956), Schauspielerin
- Maria de Fátima (* 1956), Sängerin
- Irene Fonseca (* 1956), Mathematikerin und Hochschullehrerin
- Luísa Costa Dias (1956–2011), Fotografin und Kuratorin
- José Manuel Barroso (* 1956), Politiker und Präsident der Europäischen Kommission
- Maria João (* 1956), Jazz-Sängerin
- Joaquim Leitão (* 1956), Filmschauspieler und Regisseur
- Pedro Santana Lopes (* 1956), Politiker
- Francisco Louçã (* 1956), Wirtschaftswissenschaftler und Politiker
- José Pinto (* 1956), olympischer Geher
- Maria de Lurdes Rodrigues (* 1956), Soziologin und Politikerin
- Joaquim de Almeida (* 1957), Schauspieler
- João Vale de Almeida (* 1957), Diplomat
- Carlos Bechegas (* 1957), Jazzmusiker
- Paulo Casaca (* 1957), Politiker
- Vítor Melo Pereira (* 1957), Fußballschiedsrichter
- Rui Veloso (* 1957), Sänger, Komponist und Gitarrist
- António Vitorino (* 1957), Politiker
- João Zilhão (* 1957), Paläoanthropologe und Hochschullehrer
- Carlos Bica (* 1958), Musiker
- Manuel Carmo (1958–2015), bildender Künstler und Buchautor
- Nuno da Silva Gonçalves (* 1958), Geistlicher, Jesuit, Hochschulrektor und Chefredakteur
- Manuel Heitor (* 1958), Ingenieur, Hochschullehrer und Politiker, ab 2015 Wissenschaftsminister im Kabinett Costa I
- Carlos Tavares (* 1958), Automobilkonzern-Manager
- Ana Costa (1959–2022), Filmproduzentin
- Pedro Costa (* 1959), Regisseur
- Pedro Ayres Magalhães (* 1959), Musiker
- Manuel Mozos (* 1959), Regisseur
- Maria do Céu Patrão Neves (* 1959), konservative Politikerin, Hochschullehrerin und Philosophin
- Ernesto Rodrigues (* 1959), Geiger und Komponist
- Ana Tostões (* 1959), Architektin und Hochschullehrerin
- José Wallenstein (* 1959), Schauspieler
- Ana Paula Zacarias (* 1959), Diplomatin
- Rui Águas (* 1960), Fußballspieler und -trainer
- Miguel Vale de Almeida (* 1960), Anthropologe, Autor, Hochschullehrer, Politiker und LGBT-Aktivist
- Carlos Coelho (* 1960), Politiker
- Edgar Pêra (* 1960), Filmregisseur
- Fernando Pinto do Amaral (* 1960), Schriftsteller, Philologe und Hochschullehrer

#### 1961 bis 1970
- António Costa (* 1961), Politiker
- Maria de Fátima (* 1961), Sängerin
- Carlos de Mello (* 1961), Fotograf
- Miguel Leal (1961–2021), Springreiter
- João Garcia Miguel (* 1961), Theaterdirektor, Bühnenautor und Schauspieler
- Ricardo Pinto (* 1961), Schriftsteller
- Miguel Relvas (* 1961), Politiker
- João Paulo Esteves da Silva (* 1961), Pianist und Komponist
- Rui Zink (* 1961), Schriftsteller
- António Antunes (* 1962), Schachspieler
- Cristina Duarte (* 1962), kapverdische Politikerin, Managerin und UN-Beraterin
- Pedro Hestnes (1962–2011), Schauspieler
- Paulo Portas (* 1962), Politiker
- Manuel Rodrigues (* 1962), französischer Automobilrennfahrer
- Fernando Vendrell (* 1962), Regisseur
- Filipe Alarcão (* 1963), Produktdesigner
- Daniel Blaufuks (* 1963), portugiesischer Foto- und Videokünstler deutsch-polnisch-jüdischer Abstammung
- Maria João Luís (* 1964), Schauspielerin
- Ana Maria Guerra Martins (* 1963), Juristin, Richterin am Europäischen Gerichtshof für Menschenrechte
- Frederico Lourenço (* 1963), Altphilologe, Übersetzer, Germanist, Hochschullehrer und Schriftsteller
- Paulo Macedo (* 1963), Manager und Politiker, Gesundheitsminister im Kabinett Passos Coelho
- Fernando Mendes (* 1963), Fernsehmoderator und Schauspieler
- Anna da Palma (* 1963), Filmregisseurin und Drehbuchautorin
- Rodrigo Amado (* 1964), Jazz- und Improvisationsmusiker, Fotograf, Musikproduzent und Kolumnist
- João Gomes Cravinho (* 1964), Politiker und Diplomat
- André Gago (* 1964), Schauspieler
- Rodrigo Leão (* 1964), Musiker und Komponist
- Isabel Cruz († 2021), portugiesisch-amerikanische Informatikerin
- Victor Lopes (* 1964), Fußballspieler
- Alexandre Delgado (* 1965), Komponist, Dirigent, Musikkritiker, Musiktheoretiker, Geiger und Musikredakteur
- José Riço Direitinho (* 1965), Schriftsteller
- Alexandra Lencastre (* 1965), Schauspielerin
- Maria de Medeiros (* 1965), Schauspielerin, Regisseurin und Drehbuchautorin
- Francisco Ribeiro de Menezes (* 1965), Diplomat
- José Morais (* 1965), Fußballtrainer
- Bernardo Moreira (* 1965), Jazzmusiker
- Francisco Ribeiro (1965–2010), Musiker
- Álvaro Silva (1965–2025), Leichtathlet
- Alexandre Yokochi (* 1965), Schwimmer
- Dora (* 1966), Sängerin
- Inês Lobo (* 1966), Architektin
- Pedro Guerreiro (* 1966), linker Politiker, Europaabgeordneter
- Jorge Mendes (* 1966), internationaler Fußballspielervermittler
- João Pedro Rodrigues (* 1966), Filmregisseur
- João Silva (* 1966), Fotojournalist
- Teresa Villaverde (* 1966), Regisseurin
- João Cunha e Silva (* 1967), Tennisspieler
- Aldina Duarte (* 1967), Fadosängerin
- José Manuel Fernandes (* 1967), Politiker
- João Garcia (* 1967), Bergsteiger
- Diogo Infante (* 1967), Schauspieler
- Cristina Nóbrega (* 1967), Fadosängerin
- Ana Padrão (* 1967), Schauspielerin
- Paulo Pires (* 1967), Schauspieler und ehemaliges Model
- Nicolai von Schweder-Schreiner (* 1967), deutscher Übersetzer und Musiker
- Manuel Caldeira Cabral (* 1968), Ökonom und Politiker, seit 2015 Wirtschaftsminister
- João Maia (* 1968), Regisseur und Drehbuchautor
- Caetano Reis e Sousa (* 1968), Immunologe und Hochschullehrer
- Rui da Silva (* 1968), House-DJ und Musikproduzent
- Alexandre Cebrian Valente (* 1968), Film- und Fernsehproduzent und -regisseur
- DJ Vibe (* 1968), DJ und Musikproduzent
- João Aguardela (1969–2009), vielseitiger Musiker und Sänger
- Paulo Bento (* 1969), Fußballspieler und -trainer
- Teresa Caeiro (1969–2025), Politikerin und Juristin
- Pedro Moreira (* 1969), Jazzmusiker
- Catarina Mourão (* 1969), Regisseurin
- Roman Schmidt-Radefeldt (* 1969), deutscher Jurist, Hochschullehrer
- Luís Tinoco (* 1969), Komponist und Musikpädagoge
- Esteban Benzecry (* 1970), Komponist
- Adriano Carvalho (* 1970), Schauspieler
- Manuel Mota (* 1970), Gitarrist
- Pedro Proença (* 1970), internationaler Fußballschiedsrichter
- Gabriela Ruivo Trindade (* 1970), Schriftstellerin
- Bernardo Sassetti (1970–2012), Jazz-Pianist und Komponist
- Leonor Silveira (* 1970), Schauspielerin

#### 1971 bis 1980

##### 1971
- Pedro Manuel Carqueijeiro Lourtie (* 1971), Diplomat
- Graça Fonseca (* 1971), Juristin und Politikerin
- Tiago Moreira de Sá (* 1971), Hochschuldozent, Politikwissenschaftler und Politiker
- Bernardo Mota (* 1971), Tennisspieler
- José Miguel Barata Pereira (* 1971), Bischof
- Pedro Rodrigues (* 1971), olympischer Hürdenläufer
- Carla Sacramento (* 1971), Leichtathletin
- Bruno Simões (1971–2012), Schauspieler

##### 1972
- Leonor Antunes (* 1972), bildende Künstlerin
- Nuno Barreto (* 1972), olympischer Segler
- Catarina Furtado (* 1972), Fernsehmoderatorin und Schauspielerin
- Miguel Gomes (* 1972), Filmregisseur
- Marco Martins (* 1972), Filmregisseur
- Teresa Pinheiro (* 1972), Hochschullehrerin, Germanistin, Lusitanistin und Anthropologin
- Paulo Santos (* 1972), Fußballspieler

##### 1973
- Ricardo Aibéo (* 1973), Theater- und Filmschauspieler
- Guilherme Bentes (* 1973), Judoka, Weltmeister 1997
- Ivo Canelas (* 1973), Schauspieler
- Filipa Cavalleri (* 1973), olympische Judoka
- Martim Melo (* 1973), Ornithologe und Naturschützer
- Ana Cristina de Oliveira (* 1973), Schauspielerin
- Luís Antunes Pena (* 1973), Komponist für elektronische und instrumentale Musik
- Anabela Teixeira (* 1973), Fernseh-, Film- und Theaterschauspielerin
- Gonçalo Galvão Teles (* 1973), Regisseur, Drehbuchautor und Filmproduzent, Sohn von Luís Galvão Teles
- João Portugal (* 1973), Popsänger
- Patrícia Sequeira (* 1973), Film- und Fernsehregisseurin und Drehbuchautorin

##### 1974
- Michel Almeida (* 1974), olympischer Judoka
- José António Calado (* 1974), Fußballspieler
- João Capela (* 1974), Fußballschiedsrichter
- Costinha (* 1974), Fußballspieler
- Carla Couto (* 1974), Fußballspielerin, Rekordnationalspielerin
- José Dominguez (* 1974), Fußballspieler
- Nuno Felício (1974–2013), Journalist und Nachrichtensprecher
- João Leão (* 1974), Ökonom, seit 2020 Finanzminister im Kabinett Costa II
- Susana Nobre (* 1974), Filmregisseurin und -produzentin
- Pedro Soares (* 1974), Judoka
- Pedro Mota Soares (* 1974), Jurist und Politiker, Minister im Kabinett Passos Coelho
- Lula Pena (* 1974), Fadosängerin
- Marta Pessoa (* 1974), Filmregisseurin, Kamerafrau und Filmproduzentin
- Fernando Ribeiro (* 1974), Heavy-Metal-Musiker
- Nuno Valente (* 1974), Fußballspieler

##### 1975
- Ivo Ferreira (* 1975), Filmregisseur, Produzent und Schauspieler
- Sérgio Graciano (* 1975), Film- und Fernsehregisseur und -Produzent
- Marta de Menezes (* 1975), Bio Art-Künstlerin
- Pedro Miguel Lopes (* 1975), Radrennfahrer
- Lura (* 1975), kapverdisch-portugiesische Sängerin
- André Neves (* 1975), Mathematiker
- Pedro Pinto (* 1975), portugiesisch-US-amerikanischer Journalist, Moderator und Kommunikationsexperte
- João Tordo (* 1975), Schriftsteller, Journalist, Übersetzer und Drehbuchautor

##### 1976
- Miguel Cardoso (* 1976), Dichter, Übersetzer und Essayist
- Luís Carreira (1976–2012), Motorradrennfahrer
- André Couto (* 1976), portugiesisch-macauischer Rennfahrer
- Daniel da Cruz Carvalho (* 1976), Fußballspieler
- Paulo Sérgio Rodrigues Duarte de Almeida (* 1976), Fußballspieler
- Rita Durão (* 1976), Schauspielerin
- Alfredo Esteves (* 1976), Fußballspieler
- Katrin Filzen (* 1976), Schauspielerin
- José Guilherme Figueiredo Nobre de Gusmão (* 1976), Wirtschaftswissenschaftler und Politiker
- Lúcia Moniz (* 1976), Sängerin und Schauspielerin

##### 1977
- Luís Boa Morte (* 1977), Fußballspieler
- Cafú (* 1977), kapverdischer Fußballspieler
- Pedro Cazanova (* 1977), DJ und Musikproduzent
- Nuno Frechaut (* 1977), Fußballspieler
- Freddy Locks (* 1977), Reggaemusiker
- Maniche (* 1977), Fußballspieler
- Marco Silva (* 1977), Fußballspieler und -trainer
- Hugo Miguel (* 1977), Fußballschiedsrichter

##### 1978
- Jorge Andrade (* 1978), Fußballspieler
- Gonçalo Almeida (* 1978), Jazz- und Improvisationsmusiker
- João Ferreira (* 1978), kommunistischer Politiker, seit 2009 EU-Abgeordneter
- Nuno Lopes (* 1978), Schauspieler
- Sara Tavares (1978–2023), Sängerin

##### 1979
- Manuel Cortez (* 1979), Schauspieler
- João Alexandre Duarte Ferreira Fernandes (Neca) (* 1979), Fußballspieler
- Marta Fernandes (* 1979), Schauspielerin und Sängerin
- José Fidalgo (* 1979), Schauspieler und Model
- Tatiana Salem Levy (* 1979), brasilianische Schriftstellerin
- Gonçalo Lobo Pinheiro (* 1979), Fotojournalist und Dokumentarfotograf
- Ana Malhoa (* 1979), Popsängerin
- Hélder Rodrigues (* 1979), Rennfahrer
- Joana Sá (* 1979), Musikerin
- António Semedo (* 1979), Fußballspieler
- José Semedo (* 1979), Fußballspieler
- Sara Serpa (* 1979), Jazzmusikerin

##### 1980
- Rui Sandro de Carvalho Duarte (* 1980), Fußballspieler
- Bruno Magalhães (* 1980), Rallyefahrer
- Miguel (* 1980), Fußballspieler
- Ana Moreira (* 1980), Schauspielerin
- Manuel Sá Pessoa (* 1980), Schauspieler
- Leonor Seixas (* 1980), Schauspielerin
- João Tralhão (* 1980), Fußballtrainer

#### 1981 bis 1990

##### 1981
- Sílvia Alberto (* 1981), Fernsehmoderatorin und Schauspielerin
- Nuno Miguel Pereira Diogo (* 1981), Fußballspieler
- Eduardo Fernandes Pereira Gomes (* 1981), Fußballspieler
- Antônio Maçanita (* 1981), Winzer und Weinberater
- Diogo Morgado (* 1981), Schauspieler
- Jorge Ribeiro (* 1981), Fußballspieler
- Ricardo Ribeiro (* 1981), Fadosänger
- Carmen Souza (* 1981), Sängerin, Musikerin, Komponistin

##### 1982
- Angélico Vieira (1982–2011), Popsänger und Schauspieler
- Soraia Chaves (* 1982), Schauspielerin
- Carlos Alberto Alves Garcia (* 1982), Fußballspieler
- Ricardo Teixeira (* 1982), Automobilrennfahrer

##### 1983
- Jaime Celestino Dias Bragança (* 1983), Fußballspieler
- Pedro Ribeiro Gomes (* 1983), Triathlet
- Carlos Marques (* 1983), Fußballspieler
- João Paiva (* 1983), Fußballspieler
- Ricardo Quaresma (* 1983), Fußballspieler
- Margarida Vila-Nova (* 1983), Schauspielerin

##### 1984
- Maria Areosa (* 1984), Triathletin
- Carminho (* 1984), Fadosängerin
- Filipe Gui Paradela Maciel da Costa (* 1984), Fußballspieler
- João Pedro da Silva Pereira (* 1984), Fußballspieler
- João Salaviza (* 1984), Schauspieler und Regisseur

##### 1985
- Ruben Amorim (* 1985), Fußballspieler
- Frederico Gil (* 1985), Tennisspieler
- João Manzarra (* 1985), Fernsehmoderator
- José Gonçalves (* 1985), Fußballspieler
- Filipe Morais (* 1985), Fußballspieler
- Filipe Sambado (* 1985), Sänger und Komponist
- Raquel Tavares (* 1985), Fadosängerin

##### 1986
- Tiago Apolónia (* 1986), Tischtennisspieler
- Gonçalo Brandão (* 1986), Fußballspieler
- Alexandrina Cabral Barbosa (* 1986), spanische Handballspielerin portugiesischer Herkunft
- Manuel Fernandes (* 1986), Fußballspieler
- Dossa Júnior (* 1986), zyprisch-portugiesischer Fußballspieler
- Miguel Lopes (* 1986), Fußballspieler
- Carlos Saleiro (* 1986), Fußballspieler
- Emídio Rafael Augusto Silva (* 1986), Fußballspieler
- Jorge Teixeira (* 1986), Fußballspieler
- Catarina Vasconcelos (* 1986), Filmregisseurin und Produzentin
- Ricardo Vaz Tê (* 1986), Fußballspieler

##### 1987
- Artur Bordalo (* 1987), Streetartkünstler und Maler
- Manuel Durão (* 1987), Komponist und Dirigent
- Ana Free (* 1987), Sängerin
- Fernando Fernandes (* 1987), Popsänger und Musicaldarsteller
- Sílvio Manuel Azevedo Ferreira Sá Pereira (* 1987), Fußballspieler
- Luísa Sobral (* 1987), Jazzmusikerin und Sängerin, Schwester von Salvador Sobral

##### 1988
- Duarte Costa (* 1988), Politiker (Volt)
- Wilson Davyes (* 1988), Handballspieler
- Boaventura Freire (* 1988), Dressurreiter, lebt seit 2004 in Norddeutschland
- Fábio Magalhães (* 1988), Handballspieler
- Patrícia Mamona (* 1988), Leichtathletin
- Pedro Santos (* 1988), Fußballspieler
- Pedro Sousa (* 1988), Tennisspieler
- Zeca (* 1988), Fußballspieler

##### 1989
- Jenna Hasse (* 1989), schweizerisch-portugiesische Regisseurin und Schauspielerin
- Lourenço Ortigão (* 1989), Film- und Fernsehschauspieler
- Conan Osíris (* 1989), Sänger, Vertreter Portugals beim Eurovision Song Contest 2019
- Ricardo de Sá (* 1989), Schauspieler und Sänger
- Salvador Sobral (* 1989), Sänger und erster ESC-Gewinner für Portugal
- Sam Jimmyjoe (* 1989), kleinwüchsiger Schauspieler in der Schweiz

##### 1990
- André Almeida (* 1990), Fußballspieler
- António Areia (* 1990), Handballspieler
- Lia Carvalho (* 1990), Schauspielerin
- Filipe Ferreira (* 1990), Fußballspieler

#### 1991 bis 2000

##### 1991
- António Félix da Costa (* 1991), Rennfahrer
- Frederico Figueiredo (* 1991), Radrennfahrer
- Erica Fontes (* 1991), Pornodarstellerin

##### 1992
- Patrícia Morais (* 1992), Fußballtorhüterin
- Joana Ribeiro (* 1992), Schauspielerin
- Josué Sá (* 1992), Fußballspieler

##### 1993
- Michelle Larcher de Brito (* 1993), Tennisspielerin
- Sara Correia (* 1993), Fadosängerin
- Miguel Espinha Ferreira (* 1993), Handballspieler
- Marta Pen (* 1993), Leichtathletin
- Ricardo Pereira (* 1993), Fußballspieler
- Tiago Pereira (* 1993), Leichtathlet
- Bernardo Saraiva (* 1993), Tennisspieler
- Nélson Semedo (* 1993), Fußballspieler
- Tiago Silva (* 1993), Fußballspieler

##### 1994
- Ricardo Aleixo Delgado (* 1994), luxemburgischer Fußballspieler
- Sofia Araújo (* 1994), Tennis- und Padelspielerin
- Carlos Fortes (* 1994), Fußballspieler
- Carlos Mané (* 1994), Fußballspieler
- Ricardo dos Santos (* 1994), Sprinter
- Bernardo Silva (* 1994), Fußballspieler
- Bruno Varela (* 1994), Fußballspieler

##### 1995
- Sebastião Bugalho (* 1995), Journalist, politischer Kommentator und Politiker
- Chico Geraldes (* 1995), Fußballspieler
- Marcelino Sambé (* 1995), Balletttänzer, zweiter schwarzer Haupttänzer des Londoner Royal Ballet
- João Palhinha (* 1995), Fußballspieler

##### 1996
- Ricardo Brancal (* 1996), portugiesischer olympischer Skirennläufer
- Jéssica Inchude (* 1996), guinea-bissauisch-portugiesische Kugelstoßerin und Diskuswerferin
- Ivo Lopes (* 1996), Motorradrennfahrer
- Daniela Melchior (* 1996), Schauspielerin
- Hildeberto Pereira (* 1996), Fußballspieler

##### 1997
- Salomé Afonso (* 1997), Mittelstreckenläuferin
- André Alves (* 1997), Handballspieler
- Alba Baptista (* 1997), Schauspielerin
- Jessica Barreira (* 1997), Weitspringerin
- Gustavo Capdeville (* 1997), Handballspieler
- Guilherme Ramos (* 1997), Fußballspieler
- Catarina Rebelo (* 1997), Film- und Fernsehschauspielerin
- Renato Sanches (* 1997), Fußballspieler

##### 1998
- Joana Aguiar (* 1998), Film- und Fernsehschauspielerin
- Ricardo Mangas (* 1998), Fußballspieler
- Pedro Pereira (* 1998), Fußballspieler

##### 1999
- Euclides Cabral (* 1999), Fußballspieler
- Teresa Franco Dias (* 1999), Tennisspielerin
- Jota (* 1999), Fußballspieler
- Florentino (* 1999), angolanisch-portugiesischer Fußballspieler
- Francisco Pereira (* 1999), Handballspieler
- Inês Pereira (* 1999), Fußball-Nationaltorhüterin
- Filipe Soares (* 1999), Fußballspieler
- Marisa Vaz Carvalho (* 1999), Leichtathletin

##### 2000
- Celton Biai (* 2000), guinea-bissauisch-portugiesischer Fußballtorhüter
- Rafael Camacho (* 2000), Fußballspieler
- Rodrigo Conceição (* 2000), Fußballspieler
- Tiago Dantas (* 2000), Fußballspieler
- Luís Lopes (* 2000), Kap-verdisch-portugiesischer Fußballspieler
- Nuno Tavares (* 2000), Fußballspieler

### 21. Jahrhundert
- Félix Correia (* 2001), Fußballspieler
- David Costa (* 2001), Fußballspieler
- Serginho (* 2001), kapverdisch-portugiesischer Fußballspieler
- Danila So Delgado Pinto (* 2001), spanische Handballspielerin
- Tomás Tavares (* 2001), Fußballspieler
- Kika Nazareth (* 2002), Fußballspielerin
- Tiago Santos (* 2002), Fußballspieler
- Tiago Tomás (* 2002), Fußballspieler
- Jaime Faria (* 2003), Tennisspieler
- Renato Veiga (* 2003), Fußballspieler

## Bekannte Einwohner von Lissabon
- Johanna von Kastilien (1462–1530), Prinzessin von Kastilien und Königin von Portugal
- João de Barros (1496–1570), Historiker
- Duarte Lobo (1565–1646), Komponist
- Filipe de Magalhães (1571–1652), Komponist
- Charles de Watteville (1605–1670), französischer Militärkommandant und Diplomat in spanischen Diensten
- David de Pury (1709–1786), schweizerischer Bankier, Diamanten- und Sklavenhändler
- David-Henri de Meuron (1742–1825), Kaufmann, Bankier und Fabrikant und Neffe von David de Pury
- Calouste Gulbenkian (1869–1955), britischer Ingenieur, Ölforscher, Geschäftsmann, Finanzexperte und Kunstsammler
- Joshua Benoliel (1873–1932), britischer Fotojournalist
- Vera Leisner (1885–1972), deutsche Prähistorikerin
- Eugénio de Andrade (1923–2005), Lyriker
- Gabriel Mariano (1928–2002), kapverdischer Schriftsteller
- Helena Marques (1935–2020), Schriftstellerin und Journalistin
- Vasco Graça Moura (1942–2014), Politiker, Schriftsteller und Übersetzer
- Antonio Tabucchi (1943–2012), italienischer Schriftsteller und Literaturwissenschaftler
- João de Melo (* 1949), Schriftsteller
- Ana Paula Ribeiro Tavares (* 1952), angolanische Historikerin und Dichterin
- John Malkovich (* 1953), US-amerikanischer Schauspieler
- Madonna (* 1958), US-amerikanische Popmusikerin
- Bryan Adams (* 1959), kanadischer Rockmusiker
- Fernando Eduardo Carita (1961–2013), Schriftsteller
- Monica Bellucci (* 1964), italienische Schauspielerin
- Christian Louboutin (* 1964), französischer Modedesigner
- Éric Cantona (* 1966), französisch-britischer Fußballspieler
- Damián Ortega (* 1967), mexikanischer Künstler
- Jacinto Lucas Pires (* 1974), Schriftsteller, Drehbuchautor und Regisseur
- Michael Fassbender (* 1977), deutsch-irischer Schauspieler
- Ondjaki (* 1977), angolanischer Schriftsteller